# دانشگاه مونرئال
دانشگاه مونرئال (به فرانسوی: Université de Montréal) یک دانشگاه تحقیقاتی دولتی در مونرئال واقع در استان کبک کانادا است که در سال ۱۸۷۸ میلادی تأسیس شده‌است. در این دانشگاه به زبان فرانسوی تدریس می‌شود.

## رتبه‌بندی
برطبق رتبه‌بندی مؤسسه تایمز در سال ۲۰۲۱ دانشگاه مونترآل در رتبه ۷۳ برترین دانشگاه‌های جهان و پنجم کانادا قرار دارد. در رتبه‌بندی دانشگاه‌های جهان در سال ۲۰۲۳ که توسط QS صورت گرفته‌است، این دانشگاه در رده ۱۱۶ جهان و دوم کانادا رتبه‌بندی شده‌است. در رتبه‌بندی دانشگاه‌های جهانی (ARWU) در سال ۲۰۲۰، دانشگاه مونرئال در رتبه‌های ۱۰۱ تا ۱۵۰ قرار گرفت. از لحاظ رتبه‌بندی ملی، مک لین (Maclean) در رتبه‌بندی دانشگاه‌های دکترای پزشکی در سال ۲۰۱۹ دانشگاه در رتبه دهم قرار گرفته‌است.